# Elecciones regionales de Junín de 2014
Las elecciones regionales de Junín de 2014 se llevaron a cabo el 5 de octubre de 2014 para elegir al presidente regional, al vicepresidente regional y al Consejo Regional para el periodo 2015-2018. La elección se celebró simultáneamente con elecciones regionales y municipales (provinciales y distritales) en todo el Perú. La segunda vuelta regional se llevó a cabo el 7 de diciembre de 2014.

## Sistema electoral
El Gobierno Regional de Junín es el órgano administrativo y de gobierno del departamento de Junín. Está compuesto por el presidente regional, el vicepresidente regional y el Consejo Regional.
La votación se realiza en base al sufragio universal, que comprende a todos los ciudadanos nacionales mayores de dieciocho años, empadronados y residentes en el departamento de Junín y en pleno goce de sus derechos políticos.
El presidente y vicepresidente regional son elegidos por sufragio directo. Para que un candidato sea proclamado ganador debe obtener no menos de 30 % de votos válidos. En caso ningún candidato logre ese porcentaje en la primera vuelta electoral, los dos candidatos más votados participan en una segunda vuelta o balotaje.
El Consejo Regional de Junín está compuesto por 11 consejeros elegidos por sufragio directo para un período de cuatro (4) años. La votación es por lista cerrada y bloqueada. Cada provincia del departamento de Junín constituye una circunscripción electoral. Se asigna a la lista ganadora los escaños según el método d'Hondt. La distribución y el número de consejeros regionales es la siguiente:
| Circunscripción                                            | Escaños | Mapa |
| ---------------------------------------------------------- | ------- | ---- |
| Chanchamayo y Satipo                                       | 2       |      |
| Chupaca, Concepción, Huancayo, Jauja, Junín, Tarma y Yauli | 1       |      |

## Composición del Consejo Regional de Junín
La siguiente tabla muestra la composición del Consejo Regional de Junín antes de las elecciones.
| Partidos | Partidos                                | Consejeros |
| -------- | --------------------------------------- | ---------- |
|          | Movimiento Político Regional Perú Libre | 7          |
|          | Fuerza 2011                             | 2          |
|          | Convergencia Regional Descentralista    | 1          |
|          | Alianza para el Progreso                | 1          |

## Partidos y candidatos
A continuación se muestra una lista de los principales partidos y alianzas electorales que participan en las elecciones:
| Candidatura | Candidatura | Partidos y alianzas                                                                                     | Candidatos | Candidatos                      | Ideología                                                          | Resultado previo | Resultado previo | Ref. |
| Candidatura | Candidatura | Partidos y alianzas                                                                                     | Candidatos | Candidatos                      | Ideología                                                          | Votos (%)        | Con.             | Ref. |
| ----------- | ----------- | --- | ---------- | ------------------------------- | ------------------------------------------------------------------ | ---------------- | ---------------- | ---- |
|             | PL          | Lista - Movimiento Político Regional Perú Libre (PL)                                                    |            | Vladimir Cerrón Rojas           | Socialismo del siglo XXI Marxismo-leninismo Mariateguismo          | 33.43%           | 7                |      |
|             | FP          | Lista - Fuerza Popular (FP)                                                                             |            | César Combina Salvatierra       | Fujimorismo Conservadurismo social Populismo de derecha            | 14.18%           | 2                |      |
|             | JUS         | Lista - Junín Sostenible con su Gente (JUS)                                                             |            | Ángel Unchupaico Canchumani     | Regionalismo juninense                                             | 6.43%            | 0                |      |
|             | APRA– CJJ   | Lista - Juntos por Junín (APRA–CJJ) – Partido Aprista Peruano (APRA) – Caminemos Juntos por Junín (CJJ) |            | Nidia Vílchez Yucra             | Aprismo Regionalismo juninense                                     | 6.06%            | 0                |      |
|             | BPJ         | Lista - Movimiento Regional Bloque Popular Junín (BPJ)                                                  |            | Edgard Reymundo Mercado         | Regionalismo juninense                                             | 4.56%            | 0                |      |
|             | APP         | Lista - Alianza para el Progreso (APP)                                                                  |            | Walter Angulo Mera              | Liberalismo económico Conservadurismo liberal Populismo de derecha | 2.83%            | 1                |      |
|             | PP          | Lista - Perú Posible (PP)                                                                               |            | Óscar Ramírez Rojas             | Socioliberalismo Democracia liberal Tercera vía                    | 1.64%            | 0                |      |
|             | SN          | Lista - Solidaridad Nacional (SN)                                                                       |            | Manuel Traverso Cárdenas        | Conservadurismo liberal Liberalismo económico                      | Nuevo            | Nuevo            |      |
|             | DD          | Lista - Democracia Directa (DD)                                                                         |            | Julián Contreras Gutiérrez      | Socialismo Nacionalismo de izquierda Ecologismo                    | Nuevo            | Nuevo            |      |
|             | FA          | Lista - Frente Amplio (FA)                                                                              |            | Miguel Ponce Gonzales           | Socialismo Ecologismo Descentralización                            | Nuevo            | Nuevo            |      |
|             | MEJ         | Lista - Movimiento Etnocacerista de Junín (MEJ)                                                         |            | Nandino del Castillo Capacyachi | Etnocacerismo Regionalismo juninense                               | Nuevo            | Nuevo            |      |
|             | P           | Lista - Junín Emprendedores Rumbo al 21 (P)                                                             |            | Moisés Guía Pianto              | Regionalismo juninense                                             | Nuevo            | Nuevo            |      |
|             | Con el Perú | Lista - Movimiento Regional Independiente Con el Perú (Con el Perú)                                     |            | Rafael Berrocal Ramos           | Regionalismo juninense                                             | Nuevo            | Nuevo            |      |

## Sondeos de opinión
Las siguientes tablas enumeran las estimaciones de la intención de voto en orden cronológico inverso, mostrando las más recientes primero y utilizando las fechas en las que se realizó el trabajo de campo de la encuesta. Cuando se desconocen las fechas del trabajo de campo, se proporciona la fecha de publicación.
Leyenda:
     Sondeo realizado en el periodo de prohibición legal de la difusión de sondeos de intención de voto.

### Balotaje

#### Intención de voto
La siguiente tabla enumera las estimaciones ponderadas (sin incluir votos en blanco y nulos) de la intención de voto.
|                               |                |   |      |      |      |  |  |  |  |  |  |  |  |
| Elecciones regionales de 2014 | 7 dic 2014     | — | 53.1 | 46.9 | 6.2  |  |  |  |  |  |  |  |  |
|                               |                |   |      |      |      |  |  |  |  |  |  |  |  |
| Inversiones MNVIEL            | 21–28 nov 2014 | ? | 57.7 | 42.3 | 15.4 |  |  |  |  |  |  |  |  |
| AyM Proyect/La Voz Regional   | 1–5 nov 2014   | ? | 54.3 | 45.7 | 8.6  |  |  |  |  |  |  |  |  |
| Inversiones MNVIEL            | 18–24 oct 2014 | ? | 58.0 | 42.0 | 16.0 |  |  |  |  |  |  |  |  |

#### Preferencias de voto
La siguiente tabla enumera las preferencias de voto en bruto (incluyendo blancos, viciados y sin respuesta) y no ponderadas.
|                               |                |   |      |      |      |      |      |  |  |  |  |  |  |
| Elecciones regionales de 2014 | 7 dic 2014     | — | 47.5 | 41.9 | 10.6 | –    | 5.6  |  |  |  |  |  |  |
|                               |                |   |      |      |      |      |      |  |  |  |  |  |  |
| Inversiones MNVIEL            | 21–28 nov 2014 | ? | 44.6 | 32.7 | 12.6 | 10.0 | 11.9 |  |  |  |  |  |  |
| AyM Proyect/La Voz Regional   | 1–5 nov 2014   | ? | 38.0 | 32.0 | 30.0 | –    | 6.0  |  |  |  |  |  |  |
| Inversiones MNVIEL            | 18–24 oct 2014 | ? | 41.1 | 29.8 | 29.1 | –    | 5.6  |  |  |  |  |  |  |

### Primera vuelta

#### Intención de voto
La siguiente tabla enumera las estimaciones ponderadas (sin incluir votos en blanco y nulos) de la intención de voto.
|                                       |                   |     |      |      |      |      |      |     |      |  |  |  |  |
| Elecciones regionales de 2014         | 5 oct 2014        | —   | 28.4 | 26.3 | 14.4 | 9.8  | 7.8  | 3.7 | 2.1  |  |  |  |  |
|                                       |                   |     |      |      |      |      |      |     |      |  |  |  |  |
| Ipsos Perú/América                    | 5 oct 2014        | ?   | 29.4 | 25.8 | –    | –    | –    | –   | 3.6  |  |  |  |  |
| Datum Internacional/Frecuencia Latina | 5 oct 2014        | ?   | 28.6 | 27.8 | 11.2 | 10.5 | –    | –   | 0.8  |  |  |  |  |
| Ipsos Perú/América                    | 5 oct 2014        | ?   | 29.6 | 26.2 | 14.0 | –    | –    | –   | 3.4  |  |  |  |  |
| Datum Internacional/Frecuencia Latina | 5 oct 2014        | ?   | 28.3 | 25.3 | 13.9 | –    | –    | –   | 3.0  |  |  |  |  |
| CPI/RPP                               | 23–26 sep 2014    | 507 | 27.1 | 38.4 | 13.2 | 4.0  | 5.0  | –   | 11.3 |  |  |  |  |
| Datum Internacional/Frecuencia Latina | 20–22 sep 2014    | 400 | 25.5 | 27.5 | 19.0 | 9.6  | –    | –   | 2.0  |  |  |  |  |
| CPI/RPP                               | 23 may–8 jun 2014 | 300 | 27.7 | 24.0 | 20.7 | –    | 13.2 | 8.7 | 3.7  |  |  |  |  |

#### Preferencias de voto
La siguiente tabla enumera las preferencias de voto en bruto (incluyendo blancos, viciados y sin respuesta) y no ponderadas.
|                               |                   |     |      |      |      |     |      |     |      |      |     |  |  |
| Elecciones regionales de 2014 | 5 oct 2014        | —   | 24.4 | 22.5 | 12.3 | 8.4 | 6.7  | 3.1 | 14.3 | –    | 1.9 |  |  |
|                               |                   |     |      |      |      |     |      |     |      |      |     |  |  |
| CPI/RPP                       | 23 may–8 jun 2014 | 300 | 16.6 | 14.4 | 12.4 | –   | 7.9  | 5.2 | 19.9 | 20.2 | 2.2 |  |  |
| Inversiones MNVIEL            | 10–17 abr 2014    | 810 | 14.4 | 16.3 | 15.1 | –   | 10.0 | 8.6 | –    | –    | 1.2 |  |  |

## Resultados

### Gobierno Regional de Junín
| Candidatos           | Candidatos                      | Partidos y coaliciones                                      | Primera vuelta 5 oct 2014 | Primera vuelta 5 oct 2014 | Balotaje 7 dic 2014 | Balotaje 7 dic 2014 |  |
| Candidatos           | Candidatos                      | Partidos y coaliciones                                      | Votos                     | %                         | Votos               | %                   |  |
| -------------------- | ------------------------------- | ----------------------------------------------------------- | ------------------------- | ------------------------- | ------------------- | ------------------- |  |
|                      | Ángel Unchupaico Canchumani     | Junín Sostenible con su Gente (JUS)                         | 167,249                   | 28.43                     | 298,737             | 53.11               |  |
|                      | Vladimir Cerrón Rojas           | Movimiento Político Regional Perú Libre (PL)                | 154,728                   | 26.30                     | 263,732             | 46.89               |  |
|                      | Nidia Vílchez Yucra             | Juntos por Junín (APRA–CJJ)                                 | 84,572                    | 14.38                     |                     |                     |  |
|                      | César Combina Salvatierra       | Fuerza Popular (FP)                                         | 57,619                    | 9.79                      |                     |                     |  |
|                      | Moisés Guía Pianto              | Junín Emprendedores Rumbo al 21 (P)                         | 46,009                    | 7.82                      |                     |                     |  |
|                      | Edgard Reymundo Mercado         | Movimiento Regional Bloque Popular Junín (BPJ)              | 21,609                    | 3.67                      |                     |                     |  |
|                      | Walter Angulo Mera              | Alianza para el Progreso (APP)                              | 19,526                    | 3.32                      |                     |                     |  |
|                      | Rafael Berrocal Ramos           | Movimiento Regional Independiente Con el Perú (Con el Perú) | 10,710                    | 1.82                      |                     |                     |  |
|                      | Nandino del Castillo Capacyachi | Movimiento Etnocacerista de Junín (MEJ)                     | 8,228                     | 1.40                      |                     |                     |  |
|                      | Miguel Ponce Gonzales           | Frente Amplio (FA)                                          | 7,189                     | 1.22                      |                     |                     |  |
|                      | Óscar Ramírez Rojas             | Perú Posible (PP)                                           | 4,827                     | 0.82                      |                     |                     |  |
|                      | Manuel Traverso Cárdenas        | Solidaridad Nacional (SN)                                   | 4,483                     | 0.76                      |                     |                     |  |
|                      | Julián Contreras Gutiérrez      | Democracia Directa (DD)                                     | 1,513                     | 0.26                      |                     |                     |  |
|                      |                                 |                                                             |                           |                           |                     |                     |  |
| Total                | Total                           | Total                                                       | 588,262                   |                           | 562,469             |                     |  |
|                      |                                 |                                                             |                           |                           |                     |                     |  |
| Votos válidos        | Votos válidos                   | Votos válidos                                               | 588,262                   | 85.73                     | 562,469             | 89.39               |  |
| Votos en blanco      | Votos en blanco                 | Votos en blanco                                             | 52,230                    | 7.61                      | 5,806               | 0.92                |  |
| Votos nulos          | Votos nulos                     | Votos nulos                                                 | 45,680                    | 6.66                      | 60,931              | 9.68                |  |
| Votos emitidos       | Votos emitidos                  | Votos emitidos                                              | 686,172                   | 80.53                     | 629,206             | 73.84               |  |
| Abstenciones         | Abstenciones                    | Abstenciones                                                | 165,922                   | 19.47                     | 222,888             | 26.16               |  |
| Votantes registrados | Votantes registrados            | Votantes registrados                                        | 852,094                   |                           | 852,094             |                     |  |
|                      |                                 |                                                             |                           |                           |                     |                     |  |
| Fuente:              |                                 |                                                             |                           |                           |                     |                     |  |

### Consejo Regional de Junín

#### Sumario general
| |                                                             |              |              |              |         |         |  |  |
| Partidos y coaliciones | Partidos y coaliciones                                      | Voto popular | Voto popular | Voto popular | Escaños | Escaños |  |  |
| Partidos y coaliciones | Partidos y coaliciones                                      | Votos        | %            | ±pp          | Total   | +/−     |  |  |
| | Junín Sostenible con su Gente (JUS)                         | 152,956      | 27.95        | n/a          | 7       | +7      |  |  |
| | Movimiento Político Regional Perú Libre (PL)                | 120,509      | 22.02        | –0.37        | 2       | –5      |  |  |
| | Juntos por Junín (APRA–CJJ)1                                | 71,292       | 13.03        | +5.85        | 1       | +1      |  |  |
| | Fuerza Popular (FP)2                                        | 58,661       | 10.72        | –4.21        | 1       | –1      |  |  |
| | Junín Emprendedores Rumbo al 21 (P)                         | 41,227       | 7.53         | Nuevo        | 0       | ±0      |  |  |
| | Alianza para el Progreso (APP)                              | 37,862       | 6.92         | +2.92        | 0       | –1      |  |  |
| | Movimiento Regional Bloque Popular Junín (BPJ)              | 26,047       | 4.76         | –0.64        | 0       | ±0      |  |  |
| | Movimiento Regional Independiente Con el Perú (Con el Perú) | 15,054       | 2.75         | Nuevo        | 0       | ±0      |  |  |
| | Frente Amplio (FA)                                          | 10,278       | 1.88         | Nuevo        | 0       | ±0      |  |  |
| | Movimiento Etnocacerista de Junín (MEJ)                     | 9,390        | 1.72         | Nuevo        | 0       | ±0      |  |  |
| | Perú Posible (PP)                                           | 2,044        | 0.37         | –1.96        | 0       | ±0      |  |  |
| | Democracia Directa (DD)                                     | 1,876        | 0.34         | Nuevo        | 0       | ±0      |  |  |
| |                                                             |              |              |              |         |         |  |  |
| Total | Total                                                       | 547,196      |              |              | 11      | ±0      |  |  |
| |                                                             |              |              |              |         |         |  |  |
| Votos válidos | Votos válidos                                               | 547,196      | 79.75        | +4.21        |         |         |  |  |
| Votos en blanco | Votos en blanco                                             | 93,285       | 13.59        | –2.07        |         |         |  |  |
| Votos nulos | Votos nulos                                                 | 45,691       | 6.66         | –2.13        |         |         |  |  |
| Votos emitidos | Votos emitidos                                              | 686,172      | 80.53        | –2.56        |         |         |  |  |
| Abstenciones | Abstenciones                                                | 165,922      | 19.47        | +2.56        |         |         |  |  |
| Votantes registrados | Votantes registrados                                        | 852,094      |              |              |         |         |  |  |
| |                                                             |              |              |              |         |         |  |  |
| Fuente: |                                                             |              |              |              |         |         |  |  |
| Notas al pie: 1 Comparado con los resultados del Partido Aprista Peruano (APRA) en las elecciones de 2010. 2 Comparado con los resultados de Fuerza 2011 (F2011) en las elecciones de 2010. |                                                             |              |              |              |         |         |  |  |
| Notas al pie: |                                                             |              |              |              |         |         |  |  |
| 1 Comparado con los resultados del Partido Aprista Peruano (APRA) en las elecciones de 2010. 2 Comparado con los resultados de Fuerza 2011 (F2011) en las elecciones de 2010.               |                                                             |              |              |              |         |         |  |  |

### Autoridades electas
| Cargo                                         | Autoridad electa | Autoridad electa            | Partido político | Partido político                        |
| --------------------------------------------- | ---------------- | --------------------------- | ---------------- | --------------------------------------- |
| Presidente Regional de Junín                  |                  | Ángel Unchupaico Canchumani |                  | Junín Sostenible con su Gente           |
| Vicepresidente Regional de Junín              |                  | Peter Candiotti Pariasca    |                  | Junín Sostenible con su Gente           |
| Consejero Regional de Junín (por Chanchamayo) |                  | Richard Durán Castro        |                  | Junín Sostenible con su Gente           |
| Consejero Regional de Junín (por Chanchamayo) |                  | Remigio Rivera Guichard     |                  | Fuerza Popular                          |
| Consejero Regional de Junín (por Chupaca)     |                  | Ciro Samaniego Rojas        |                  | Movimiento Político Regional Perú Libre |
| Consejero Regional de Junín (por Concepción)  |                  | Elmer Orihuela Sosa         |                  | Junín Sostenible con su Gente           |
| Consejera Regional de Junín (por Huancayo)    |                  | Clotilde Castillón Lozano   |                  | Movimiento Político Regional Perú Libre |
| Consejero Regional de Junín (por Jauja)       |                  | Pedro Martínez Alfaro       |                  | Juntos por Junín (APRA)                 |
| Consejero Regional de Junín (por Junín)       |                  | Jaime Salazar Luna          |                  | Junín Sostenible con su Gente           |
| Consejero Regional de Junín (por Satipo)      |                  | Santiago Contoricón Antúnez |                  | Junín Sostenible con su Gente           |
| Consejera Regional de Junín (por Satipo)      |                  | Sonia Torre Enero           |                  | Junín Sostenible con su Gente           |
| Consejero Regional de Junín (por Tarma)       |                  | Víctor Quijada Huamán       |                  | Junín Sostenible con su Gente           |
| Consejera Regional de Junín (por Yauli)       |                  | Georgina Ríos de Nestares   |                  | Junín Sostenible con su Gente           |